# François Chau

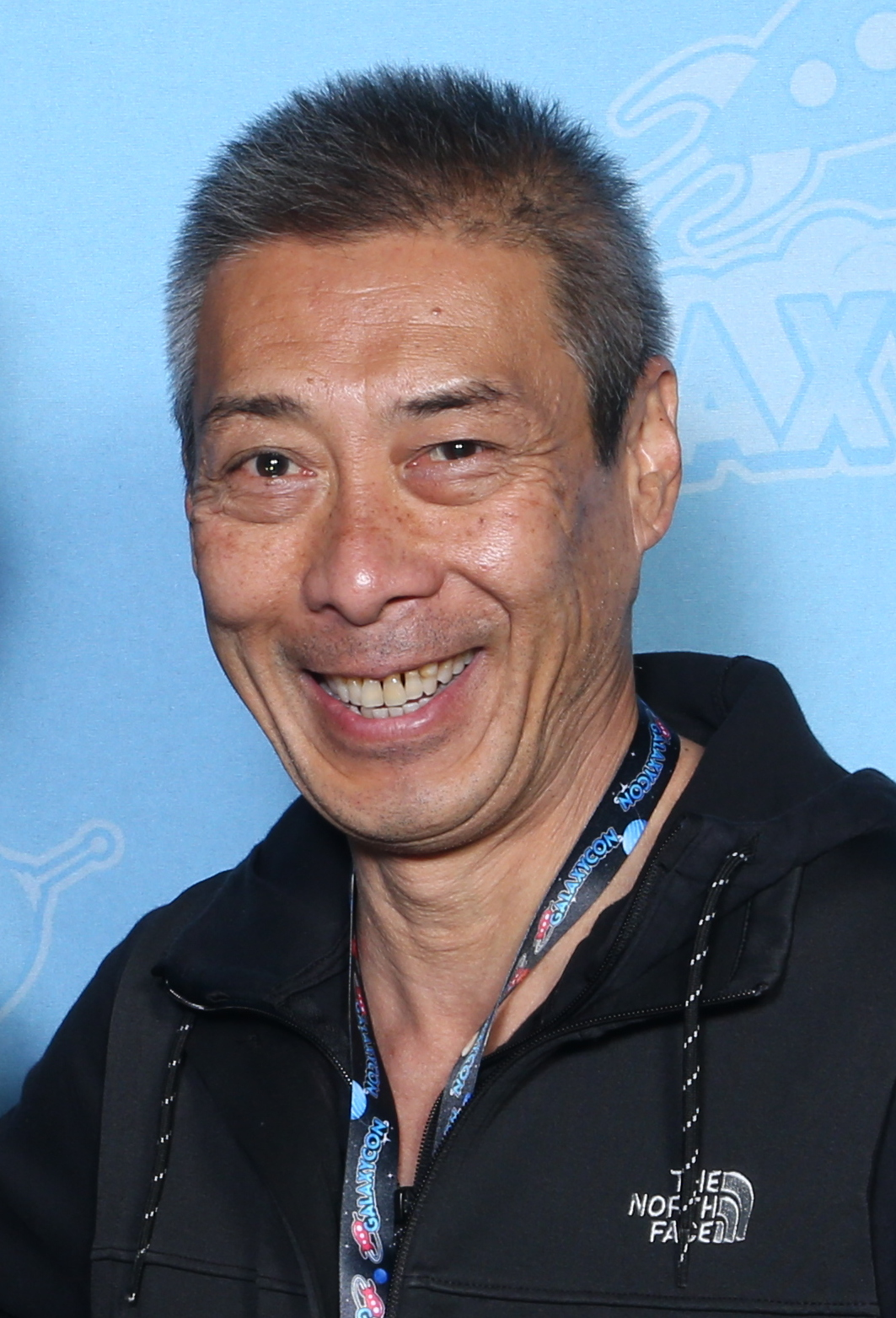
François Chau (2022)

François Chau (* 26. Oktober 1959 in Phnom Penh, Kambodscha) ist ein kambodschanisch-US-amerikanischer Schauspieler mit chinesischen und vietnamesischen Wurzeln. Bekanntheit erlangte er durch den Kinofilm Turtles II – Das Geheimnis des Ooze und als Dr. Pierre Chang in der Fernsehserie Lost.

## Filmografie (Auswahl)
- 1991: Turtles II – Das Geheimnis des Ooze (Teenage Mutant Ninja Turtles II: The Secret of the Ooze)
- 1991: Baywatch – Die Rettungsschwimmer von Malibu (Baywatch, Fernsehserie, zwei Folgen)
- 1992: Rapid Fire – Unbewaffnet und extrem gefährlich (Rapid Fire)
- 1993: Codename: Nina (Point of No Return)
- 1995: Das Yakuza-Kartell (No Way Back)
- 1996 und 1997: Emergency Room – Die Notaufnahme (ER, Fernsehserie, zwei Folgen)
- 1997: Chinese Box
- 1997: Wounded
- 1997: City of Industry
- 1997: Beverly Hills Ninja – Die Kampfwurst (Beverly Hills Ninja)
- 1998: Lethal Weapon 4
- 1999: Godzilla 2000: Millennium (Gojira 2000: Mireniamu)
- 2000 und 2001: JAG – Im Auftrag der Ehre (JAG, Fernsehserie, drei Folgen)
- 2000: Walker, Texas Ranger (Fernsehserie, zwei Folgen)
- 2000: Deep Core – Die Erde brennt (Deep Core)
- 2000: What’s Cooking?
- 2003: Stargate – Kommando SG-1 (Stargate SG-1, Fernsehserie, eine Folge)
- 2005–2010: Lost (Fernsehserie, 17 Folgen)
- 2004: Alias – Die Agentin (Alias, Fernsehserie, eine Folge)
- 2004: Helter Skelter (Fernsehfilm)
- 2005: 24 (Fernsehserie, eine Folge)
- 2005: Grey’s Anatomy (Fernsehserie, eine Folge)
- 2006: Numbers – Die Logik des Verbrechens (NUMB3RS, Fernsehserie, eine Folge)
- 2006: Rescue Dawn
- 2007: The Unit – Eine Frage der Ehre (The Unit, Fernsehserie, eine Folge)
- 2007: Shark (Fernsehserie, eine Folge)
- 2008: Gemini Division (Fernsehserie, sechs Folgen)
- 2008: Medium – Nichts bleibt verborgen (Medium, Fernsehserie, eine Folge)
- 2009: G.I. Joe – Geheimauftrag Cobra (G.I. Joe: The Rise of Cobra)
- 2009: Powder Blue
- 2011: Chuck (Fernsehserie, eine Folge)
- 2011: Castle (Fernsehserie, eine Folge)
- 2013: The Mentalist (Fernsehserie, eine Folge)
- 2013: 21 & Over
- 2014: Bones – Die Knochenjägerin (Bones, Fernsehserie, eine Folge)
- 2014: Criminal Minds (Fernsehserie, eine Folge)
- 2014: Rizzoli & Isles (Fernsehserie, eine Folge)
- 2015: The Boy Next Door
- 2015–2017: K.C. Undercover
- 2015–2018: The Expanse (Fernsehserie)
- 2017–2019: The Tick (Fernsehserie, zehn Folgen)
- 2019: Navy CIS (Fernsehserie, eine Folge)
- 2020: Magnum P.I. (Fernsehserie, eine Folge: 2x14)
- 2020: Birds of Prey: The Emancipation of Harley Quinn (Birds of Prey [and the Fantabulous Emancipation of One Harley Quinn])
- 2021: The Good Doctor (Fernsehserie, eine Folge: 5x5)
- 2023: Barry (Fernsehserie, drei Folgen)
- 2024: Avatar – Der Herr der Elemente (Avatar: The Last Airbender, Fernsehserie, zwei Folgen)
- 2024: The Penguin (Miniserie)

## Computerspiele
- 1994: Wing Commander III – Heart of the Tiger
- 1996: Wing Commander IV – The Price of Freedom
- 2000: Starlancer
- 2012: XCOM: Enemy Unknown